# Striden vid Leppävirta

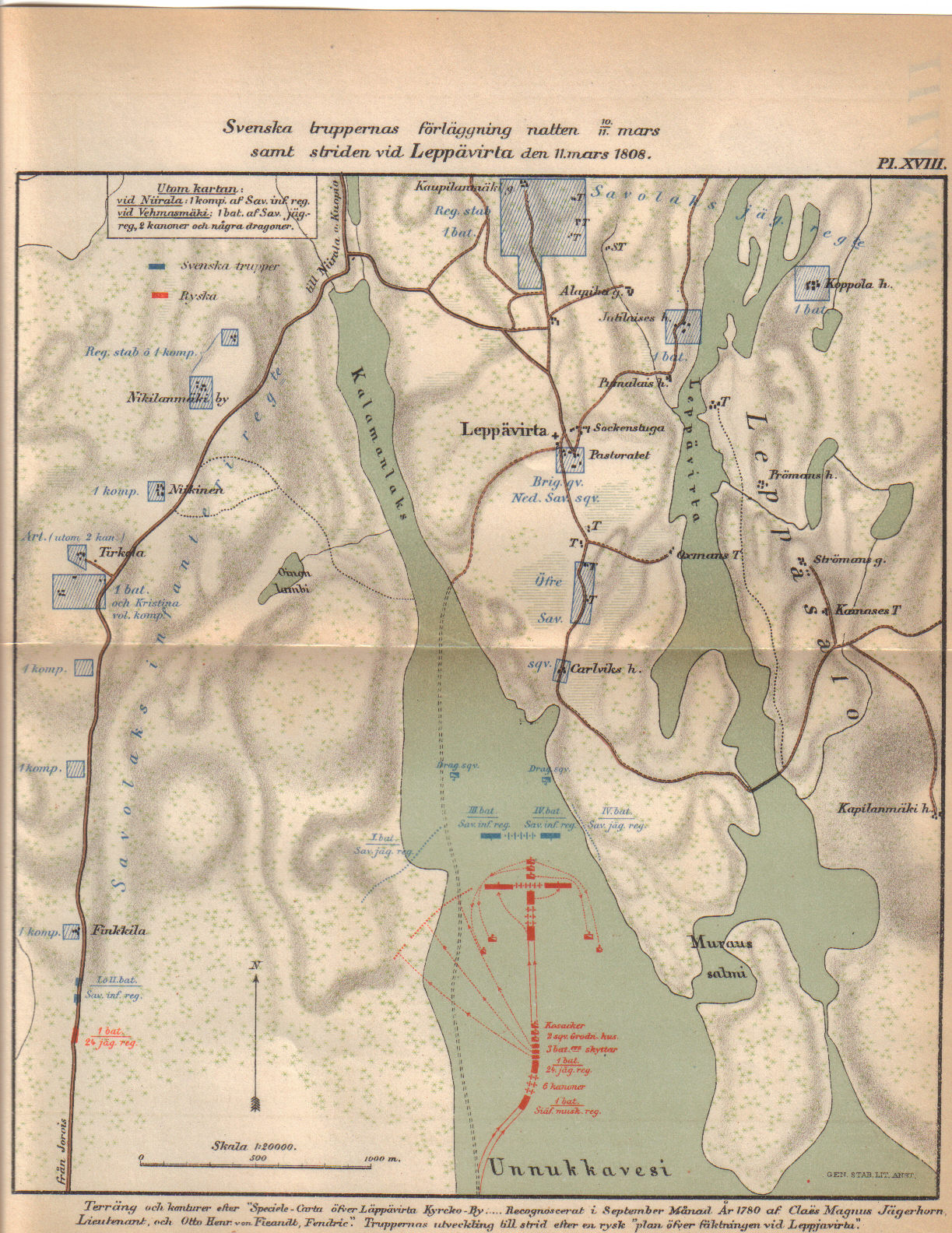
Karta över striden.

Striden vid Leppävirta var en strid under finska kriget 1808–1809. Striden stod mellan svenska och ryska styrkor den 11 mars 1808 vid Leppävirta.

## Bakgrund

### Utgångsläge innan kriget
Inför den befarade invasionen av Finland år 1808 organiserades finska armén i tre brigader. Första och andra brigaden sammandrogs vid södra kusten medan Savolaxbrigaden i första halvan av februari koncentrerades vid S:t Michel under befäl av Johan Adam Cronstedt. Brigaden bestod vid tiden för invasionen av omkring 4000 man samt 10 kanoner. Cronstedt var under order att retirera mot Jorois och försvara sig där så länge som han kunde, samt därefter föra sitt manskap norrut i en reträtt via Kuopio.

### Reträtten norrut
Den 21 februari invaderade ryska styrkor södra Finland med två divisioner som marscherade västerut mot Åbo. Styrkor ur den ryska femte divisionen marscherade den 28 februari över gränsen i riktning mot Cronstedts brigad. Deras mål var förhindra Savolaxbrigaden från att förena sig med övriga armén samt även försöka komma till ett avgörande slag vid S:t Michel. Divisionen, under befäl av Nikolaj Tutjkov, var 7000 man stark med 24–26 kanoner.
Efter erhållna underrättelser om gränsövergången skickade Cronstedt samma dag sin tross mot Pieksemäki genom Haukivuori. Dagen därefter nådde det svenska avantgardet Haukivuori, men resterande del av brigaden lämnade inte S:t Michel förrän den 2 mars då det fortfarande fanns förråd som behövde undanskaffas. Ryska styrkor nådde Jockas den 1 mars, men efter en ansträngande marsch i stark köld och stora snömängder behövde den 2 mars användas för att vila. När de anlände till S:t Michel den 3 mars hade därför svenskarna redan undkommit. Troligtvis ovetandes om vägen norrut via Haukivuori och Pieksemäki tvingades de ryska styrkorna återvända till Jockas den 4 mars och marscherade sedan mot Jorois, dit de anlände den 8 mars. Svenska förtrupper hade kvällen den 5 mars nått Leppävirta. Den 8 mars var större delen av Cronstedts soldater samlade i närheten av orten. Där stannade marschen för att hinna undanskaffa förråd från Varkaus, söder om Leppävirta. Den 11 mars anlände ryska styrkor i Varkaus, och deras avantgarde marscherade samma dag vidare norrut mot Leppävirta.

## Striden
Den första stridskontakten skedde när de främsta ryska styrkorna anträffade svenska skidlöpare som spanade söder om Leppävirta. Dessa fick inom kort retirera, men satte åter stånd mot de ryska styrkorna fem kilometer sydost om orten. De fann där tillsammans med en avdelning ur Savolax infanteriregemente en ställning i skogen söder om orten Nikilanmäki, men tvingades åter dra sig undan inför övermakten efter en kortare skottväxling. Därefter avbröt den ryskan styrkan sin frammarsch och flyttade huvuddelen av soldaterna över till den frusna sjön Unnukka, förutom en bataljon som kvarlämnades mot Nikilanmäki. Ryska styrkor tog sedan ställning med ett batteri om sex kanoner i mitten, en bataljon vid varje sida om dessa samt en skvadron husarer vid vardera flank, understödda av kosacker.
Savolaxbrigadens avdelningar hade lägrat sig i ett brett område. De som fanns närmast Leppävirta fördes ner till isen, och förstärktes av trupper från området runt Nikilanmäki. Svenskarna hade likt sina motståndare en bataljon vid varje sida om ett sex kanoner starkt batteri. Jägare och en skvadron dragoner stod utanför vardera flank, samt fanns det även en reserv nordost i orten Karlsvik. Johan Jacob Burman, en närvarande officer, skrev senare att: "Det var svårt att begripa, om det var krig eller icke. Begge arméerna stodo emot hvarandra inom kanonskotthåll ifrån kl 10 f. m. till kl. 4 e. m., utan att någoudera ville börja attacken."
Jägarna vid svenskarnas högra flank inledde striden genom att skärmytsla med den ryska vänsterflanken. Därefter framryckte de svenska styrkorna en bit och artilleriet verkade mot varandra i två timmar. Fiendens grövre artilleri tvingade svenskarna att dra sig tillbaka till utgångsställningen, samt ville man återfå det starka flankstödet mot den skogsbevuxna sluttningen vid stranden. Ryskt kavalleri skärmytslade sedan med svenskarnas vänstra flank, men deras anfall tvingades tillbaka av dragonerna och eldgivning. Som ett resultat av stridigheterna tillfångatogs fem soldater från båda sidor.
Under tiden hade Gustaf Adolf Ehrnrooth framryckt mot den ryska styrkan som kvarlämnats söder om Nikilanmäki med två bataljoner, vilken som följd tvingades dra sig tillbaka. Därigenom kunde svenskarna nu genomföra ett anfall bakifrån mot den ryska huvudstyrkan, vilket flera officerare yrkade för. Cronstedt nekade dock detta. Han överskattade de ryska styrkorna, då han trodde att de som framryckt över isen var en helt ny styrka, och att han mötte en hel annan i skogen. Han hade troligtvis även mottagit ett brev någon dag tidigare från överbefälhavaren, i vilken vikten av reträtten hade betonats. Artillerielden fortgick medan trossen fördes undan, och omkring klockan 22:00 fortsatte brigaden sin reträtt norrut.